# 月野萌亞
月野萌亞（1994年3月7日—）是生于日本埼玉縣的偶像。毕业于櫻美林大學，曾是假面女子、裝甲女孩、Prism、無限女子Forward、カランコエ的成员。昵称为“もあちゃん”等。Alice Project所属。颜色担当为紫色。

## 人物来历
爱好与特技：贝斯（EDWARDS月野萌亞原型贝斯制作）、长笛（管樂合奏）、空手道（逆真空手初段）、持有日语教师资格、Cosplay、柔韧女子、美食、爱吃。于2013年12月14日正式加入Alice Project。
2017年2月，动画祭典『动画迷奖』中，《TO BE HERO》获得第7名。同年3月11日，成为裝甲女孩第三代中心成员。同年4月15日开始穿着白色装甲。同年5月，在KAGOME Napolitan Stadium 2017上进行个人贝斯演奏。同年7月，出演由『麦当劳』、『Gusto』和『羅森』三家公司合作的“夏日Loco Moco All Stars”网络广告。同年8月，被任命为广泛向全国传播松戶市内容产业的“松户内容PR大使”。同年10月，假面女子被任命为秋叶原观光大使的同时，被任命为“秋津三叶”的CV。同年10月26日，开设YouTube频道『もあチャンネル』。同年12月27日，在Differ有明举办的全投票型声优活动V-NEXT中获得首届大奖。
2020年12月12日举行的假面女子独唱演唱会“MASK PRIDE2”中，月野演唱由她创作歌词的“ココロイド”，其中包括说唱部分的表演。

## 演出作品
※粗體字為主要角色。

### 电视动画
2016年
- 凸变英雄（小敏）

2017年
- 海天使的燈火（砂山翔太[5]）
- おにゃんこポン（女子高生〈世莉〉[6]）

2018年
- パレットアイランド（えんのすけ）
- 凸变英雄 LEAF（花屋二葉[7]）

2022年
- 邪神與廚二病少女X（姐姐）

2024年
- 超普通縣千葉傳說（テガちゃん[8]）

### CM
- 七龍珠Z 超究極武鬥傳（2016年，任天堂）
- 御城项目：RE（2016年，DMM.com Lab）- 一乘谷城[9]
- 羅森Gusto麦当劳，3家公司的夏威夷漢堡飯活动（2017年）-制服女子

### 电影
- 裙子帮（2016年Alice Project）-饰 女学生
- 満腹探偵クウコ（2016年Alice Project）-饰 空子（大森空子）
- サマータイムエンジェル（2016年Alice Project）-饰 空手闪光
- 人造人009（2016年）-预告片和配音担当
- Candle For Minority（2017年Alice Project）-饰 冴子

### 电子游戏
- Net High（军队）
- 战国修罗SOUL（女主角）
- 三国BASSA！！（孙坚）
- 方根書簡 Last Answer（石原由香里）
- 私立格里莫瓦魔法學園（ちぃたん☆）
- 方根膠捲（神秘少女[10][11]）
- 绘师神的羁绊（オプティン）
- 傳繼者（薩坦、阿蘇爾[12]）

### Vtuber
- Mitsuba Channel（秋津三叶）

## 脚注
1. ↑  . Deview-デビュー. Oricon ME inc.   [2016-09-30]. （原始内容存档于2023-07-09）.
2. ↑  . 時事ドットコム. 2017-08-10  [2017年8月10日]. （原始内容存档于2017-08-10）.
3. ↑  . 東スポWeb. 2017-10-07  [2017年10月7日]. （原始内容存档于2023-07-09）.
4. ↑  .   [2023-07-09]. （原始内容存档于2023-07-09）.
5. ↑  . 『クリオネの灯り』公式サイト.   [2017-04-27]. （原始内容存档于2017-07-20）.
6. ↑  . おにゃんこポン.   [2017-10-04]. （原始内容存档于2023-08-13）.
7. ↑  . TO BE HEROINE.   [2017-05-10]. （原始内容存档于2020-05-10）.
8. ↑  . コミックナタリー. 2023-01-11  [2023-02-14]. （原始内容存档于2023-01-14）.
9. ↑  . ファミ通.com. 2016-12-21  [2016年12月28日]. （原始内容存档于2023-07-09）.
10. ↑  . ファミ通.com.   [2019-11-02]. （原始内容存档于2023-07-09）.
11. ↑  巴哈姆特. . 巴哈姆特電玩資訊站.   [2023-07-09]. （原始内容存档于2023-07-09）.
12. ↑  . Relayer. 角川ゲームス.   [2021-06-01]. （原始内容存档于2022-04-07）.